# 十號下湯克里克鎮區 (北卡羅萊納州厄齊康縣)
十號下湯克里克鎮區（英語：Township 10, Lower Town Creek）是位於美國北卡羅萊納州厄齊康縣的一個鎮區。

## 地方資料
十號下湯克里克鎮區的面積為61.58平方千米，當中陸地面積為61.53平方千米，而水域面積為0.05平方千米。根據2020年美國人口普查的數據，當地共有人口2875人，而人口密度為每平方千米46.69人。